# ديك هاليغان
ديك هاليغان (بالإنجليزية: Dick Halligan)‏ هو عازف جاز وملحن أمريكي، ولد في 29 أغسطس 1943 في تروي في الولايات المتحدة.

## وصلات خارجية
- ديك هاليغان على موقع IMDb (الإنجليزية)
- ديك هاليغان على موقع ميوزك برينز (الإنجليزية)
- ديك هاليغان على موقع أول موفي (الإنجليزية)
- ديك هاليغان على موقع قاعدة بيانات الأفلام السويدية (السويدية)
- ديك هاليغان على موقع أول ميوزيك (الإنجليزية)
- ديك هاليغان على موقع ديسكوغز (الإنجليزية)
- ديك هاليغان على موقع قاعدة بيانات الفيلم (الإنجليزية)
- ديك هاليغان على موقع كينوبويسك (الروسية)